# Ruth Bryan Owen
Ruth Baird Bryan Leavitt Owen Rohde, conocida como Ruth Bryan Owen, (Jacksonville, 2 de octubre de 1885-Copenhague, 26 de julio de 1954) fue una política estadounidense, que fue elegida para dos mandatos en la Cámara de Representantes de los Estados Unidos y fue la primera mujer nombrada embajadora de Estados Unidos. 
Demócrata, en 1929 fue elegida por el 4.º distrito congresional de Florida como la primera mujer representante de Florida y la segunda del sur de los Estados Unidos, luego de Alice Mary Robertson. También fue la primera mujer en obtener un puesto en el Comité de Asuntos Exteriores de la Cámara de Representantes.
En 1933, se convirtió en la primera mujer en ser nombrada embajadora de Estados Unidos, cuando el presidente Franklin D. Roosevelt la designó como embajadora en Dinamarca e Islandia.

## Biografía

### Primeros años
Ruth Bryan nació el 2 de octubre de 1885 en Jacksonville (Illinois), hija de William Jennings Bryan y Mary E. Baird. Asistió a escuelas públicas en Washington, D.C y a la Academia Femenina Monticello en Godfrey (Illinois). En 1901 comenzó a tomar clases en la Universidad de Nebraska.
En 1903, abandonó la Universidad de Nebraska y se casó con William H. Leavitt, retratista de Newport (Rhode Island). La pareja tuvo dos hijos.
Tras su primer divorcio, se casó con Reginald Owen, un oficial del ejército británico, en 1910, y tuvo dos hijos más con él. Su segundo marido murió en 1928. Pasó tres años en Oracabessa (Jamaica), donde supervisó el diseño y la construcción de su casa, Golden Clouds. Owen mantuvo su casa en Jamaica durante más de tres décadas y pasó muchos inviernos allí, particularmente en los últimos años cuando vivió en Dinamarca y la ciudad de Nueva York. Ella detalló su tiempo en Jamaica y experiencias en Golden Clouds en su libro, Caribbean Caravel.
Durante la Primera Guerra Mundial, se desempeñó como enfermera de guerra en el Destacamento de Ayuda Voluntaria en la campaña Egipto-Palestina, 1915-1918. También se desempeñó como secretaria del American Women's War Relief Fund.

### Carrera cinematográfica
Fue pionera en la industria cinematográfica. Fue directora, productora y guionista de un largometraje en 1922, llamado Once Upon a Time/Scheherazade, que ahora se considera perdido. La película contó con los jugadores de la comunidad de Coconut Grove (Miami), y no estaba relacionada con un estudio importante en ese momento.
Se dice que la trama giraba en torno a un shah que era destronado por su subordinado celoso, quien a su vez usaba su nuevo poder para torturar a mujeres jóvenes que no lo divertían. Hacia el final, el sádico gobernante se encontraba con la más hermosa de todos, y el sah exiliado regresa justo a tiempo para salvar a la joven de su némesis. Según el Moving Picture World, el vestuario estaba ornamentado y elaborado, la puesta en escena evocaba una "atmósfera de experiencia en el Lejano Oriente".
Se consideraba una verdadera pionera en la industria. Su correspondencia con su amiga Carrie Dunlap revela su intención de convertirse en una de las primeras cineastas en los Estados Unidos. Owen financió la película únicamente con sus ganancias en el circuito de oradores públicos. En sus cartas, Owen habló sobre el apoyo que obtuvo de la Federación General de Clubes de Mujeres y su contribución para ayudar a asegurar un acuerdo de distribución con la Sociedad para la Educación Visual.

### Carrera política
Se postuló por primera vez a la Cámara de Representantes de los Estados Unidos en 1926 para la nominación demócrata en el 4.º distrito congresional de Florida. Perdió por menos de 800 votos.
De 1925 a 1928, fue administradora en la Universidad de Miami.
Dos años después, tras la muerte de su marido, volvió a postularse. Dado que jugó un papel importante cuando un huracán azotó Miami en 1927, ganó a su oponente William J. Sears por más de 14.000 votos y fue elegida al Congreso en noviembre de 1928, comenzando su mandato el 4 de marzo de 1929. Su elección fue impugnada con el argumento de que había perdido su ciudadanía al casarse con un extranjero. Por una ley de 1922, podía solicitar su ciudadanía, lo que hizo en 1925, menos de los siete años requeridos por la Constitución. Ella argumentó su caso ante el Comité de Elecciones de la Cámara de Representantes, diciendo que ningún hombre estadounidense había perdido su ciudadanía por matrimonio. Dijo que perdió su ciudadanía porque era mujer, no por su estado civil. La Cámara de Representantes votó a su favor.
Se postuló para la reelección en 1930, derrotando al abogado de Daytona Beach Dewitt T. Deen por un amplio margen en las elecciones primarias demócratas de junio. Como el Partido Republicano estaba llevando a cabo su primera campaña primaria en la historia de Florida en 1930 y no nominó a un candidato para competir contra el candidato demócrata, la prensa anunció que había ganado la reelección en virtud de su nominación demócrata.
En las primarias demócratas de 1932, fue derrotada por el candidato demócrata J. Mark Wilcox. Su mandato en el Congreso finalizó en marzo de 1933.

### Primera embajadora de Estados Unidos
De 1933 a 1936, se desempeñó como embajadora de Estados Unidos en Dinamarca, designada por el presidente Franklin D. Roosevelt. Sirvió hasta que se casó con Borge Rohde, un capitán danés de la Guardia Real. El matrimonio le otorgó la doble ciudadanía como danesa, además de la de Estados Unidos, por lo que renunció a su puesto de embajadora en septiembre de 1936.
Se desempeñó como delegada en la Conferencia de San Francisco, que estableció las Naciones Unidas después de la Segunda Guerra Mundial. En 1948, el presidente Harry S. Truman la nombró delegada suplente a la Asamblea General de las Naciones Unidas.

### Fallecimiento
Murió el 26 de julio de 1954 en Copenhague (Dinamarca).